# Peter Betz (Ruderer)
Peter Betz (* 23. August 1929 in Köln; † 29. Mai 1991) war ein deutscher Ruderer.

## Biografie
Peter Betz wurde 1950 und 1952 Deutscher Meister mit dem Achter. Beim Deutschen Meisterschaftsrudern 1954 konnte er zudem die Meister im Vierer mit und Vierer ohne Steuermann werden.
Des Weiteren nahm Betz an den Olympischen Sommerspielen 1952 in Helsinki teil. Zusammen mit seinem Bruder Hans, Anton Siebenhaar, Roland Freihoff, Heinz Zünkler, Steuermann Hermann Zander sowie Anton, Michael und Stefan Reinartz wurde er in der Regatta mit dem Achter Fünfter.